# كازاخ تيليكوم
كازاخ تيليكوم (بالقازاقية: Қазақтелеком)‏ (بالروسية: Казахтелеком)‏ هي أكبر شركة اتصالات في كازاخستان .

## المساهمين بالشركة
- 51.00% - شركة المساهمة المفتوحة " سامروك كازينا" - صندوق الثروة الوطنية الكازاخية [1]
- 16.90% - بودام بي في (أمستردام، هولندا)
- 14.60% - بنك نيويورك
- 9.60% - شركة ديران للخدمات المحدودة
- 3.00% - شركة أوبتيموس المحدودة
- 0.70% - الأسهم المتداولة في بورصة كازاخستان
- 4.20% - مساهمين آخرين

## الشركات التابعة لشركة كازاخ تيليكوم
كيه - سل
- 51% شركة فينتور القابضة
  - 58.55% تيلياسونيرا
  - 41.45% تركسل
- 49% شركة كازاخ تيليكوم المساهمة

ألتيل 
- 100% شركة كازاخ تيليكوم المساهمة

كازاخستان الجديدة 
- 51% شركة كازاخ تيليكوم المساهمة
- 49% شركة آسيانت كازاخستان المحدودة

## أنظر أيضاً
- قائمة مشغلي شبكات الهاتف المحمول في منطقة آسيا والمحيط الهادئ#كازاخستان